# Elliot Desnoyers
Elliot Desnoyers (Saint-Hyacinthe, Quebec, 21 de enero de 2002) es un jugador profesional canadiense de hockey sobre hielo que se desempeña en la posición de extremo izquierdo en Philadelphia Flyers, equipo de la National Hockey League (NHL).

## Carrera
Fue seleccionado en la quinta ronda en la NHL Entry Draft de 2020. En 2022 hizo su debut profesional con el equipo Philadelphia Flyers, donde lleva jugando una temporada.